# Соро, Таина
Таина Адама Соро (фр. Taïna Adama Soro; 20 декабря 1981, Соефия, Кот-д'Ивуар) — ивуарийский футболист, игравший на позиции полузащитника.

## Детство
Соро родился в многодетной семье. У него три сестры и четыре брата, двое из них играют в футбол на родине.
В детстве играл в футбол на детских турнирах, но о профессиональной карьере футболиста не задумывался, так как хотел стать врачом. Но лет в 12 его заметили тренеры и он начал серьёзно заниматься футболом.

## Карьера
Профессиональную карьеру начинал в Кот-д'Ивуаре. Позже играл в чемпионате Туниса. Оттуда, в 2006 году, был приглашён на турецкий сбор минского клуба МТЗ-РИПО, пройдя который, подписал контракт. В составе этого клуба стал обладателем Кубка Белоруссии. В 2008 году шесть месяцев восстанавливался из-за травмы спины, поэтому принял участие только в нескольких матчах за дубль.
С 2009 по 2011 год играл за ФК «Минск». В составе «горожан» в 2010 году стал бронзовым призёром чемпионата Белоруссии.
В 2012 году играл в узбекском клубе «Шуртан», где был признан лучшим легионером чемпионата Узбекистана 2012.
В декабре 2012 года заключил контракт с солигорским «Шахтёром». В сезоне 2013 стал серебряный призёром чемпионата Белоруссии, в 2014 — бронзовым. В 2015 году перешёл в гродненский «Неман». Играл в основе, в сентябре 2015 года договорился с гродненским клубом о расторжении контракта и уехал на родину.

## Достижения
- Обладатель Кубка Белоруссии: 2007/08[10], 2013/14.
- Серебряный призёр чемпионата Белоруссии: 2013[6].
- Бронзовый призёр чемпионата Белоруссии: 2010[10], 2014.

## Личная жизнь
Женат. Женился в 23 года. Есть сын и дочь.
По вероисповеданию мусульманин. Говорит на русском языке.